# Сан Чипријано (Бреша)
Сан Чипријано је насеље у Италији у округу Бреша, региону Ломбардија.
Према процени из 2011. у насељу је живело 86 становника. Насеље се налази на надморској висини од 183 м.